# Marc Juni Silà (cònsol 25 aC)
Marc Juni Silà (en llatí Marcus Junius Silanus) va ser un magistrat romà. Era fill de Dècim Juni Silà (cònsol 62 aC). Formava part de la gens Júnia i portava el cognomen de Silà.
Va servir a la Gàl·lia com a llegat de Juli Cèsar l'any 53 aC, però no sembla que dugués a terme cap acció d'importància. Després de l'assassinat de Cèsar el 44 aC va acompanyar al seu cunyat Marc Emili Lèpid als Alps. El 43 aC Lèpid el va enviar amb un destacament a la Gàl·lia Cisalpina, ja que el senat havia demanat a Lèpid d'enviar urgent ajuda als cònsols Aule Hirti i Vibi Pansa que anaven contra Marc Antoni per obligar-lo a aixecar el setge de Mutina. Lèpid no va donar instruccions precises a Silà, i aquest, intuint el que volia Lèpid, es va posar al costat de Marc Antoni.
Després de la derrota d'Antoni, va creuar els Alps i es va reunir amb Lèpid que va fingir estar descontent i no el va voler rebre. Més tard Silà va tenir l'hostilitat dels triumvirs per raons desconegudes i va fugir cap a Sicília amb Sext Pompeu. Després de la pau de Misenum l'any 39 aC va tornar a Roma i va recuperar el favor d'Octavi (August) que el va nomenar cònsol l'any 25 aC.
Tenia dues germanes de nom Junia, una Júnia que es va casar amb Lèpid el triumvir i una altra, Júnia Tèrcia, amb Gai Cassi Longí (assassí de Cèsar).